# Alos (Ariège)
Alos é uma comuna francesa na região administrativa de Occitânia, no departamento de Ariège.